# Biserica de lemn din Berghin
Biserica de lemn din Berghin, județul Alba, cu hramul ”Sf.Petru”, care figura pe lista monumentelor istorice cu cod LMI AB-II-m-A-00186, nu mai există. Din păcate, lista nu este actualizată. 
Biserica, care se afla lângă dispensarul din localitate, s-a ”hulit” după cum spun localnicii (adică s-a dărâmat) în urmă cu câțiva ani. Din vechea biserică de lemn, care data din 1707, nu a mai rămas nimic.

## Istoric
Avându-și originea în Gârbova de Sus, Alba, biserica este adusă la 1900 în Berghin, cumpărată fiind pentru suma de 360 de coroane.
Folosită de comunitatea greco-catolică, biserica din Berghin avea și o „soră” ortodoxă, tot din lemn care a fost demolată spre anul 1960.
Construirea actualei biserici de zid ce a determinat utilizarea bisericii vechi doar ocazional precum și alunecarea terenului au dus în final la dispariția monumentului.

## Trăsături
Biserica, din lemn de brad și tălpi din stejar, avea plan dreptunghiular, cu absida decroșată cu cinci laturi și boltă semicilindrică peste naos. Intrarea în biserică se făcea prin latura de vest, vechea intrare de pe latura de sud, acoperită după strămutare, fusese împodobită cu un ancadrament sculptat. Naosul era despărțit de pronaos printr-un perete cu fante susținute de pilaștri sculptați.
Îmbinările grinzilor erau în coadă de rândunică iar consolele erau proeminente, cu retrageri în trepte. Acoperișul din șiță a fost schimbat în 1950 cu unul din țiglă iar turnul clopotniței, svelt, avea foișorul frumos cioplit.